# Nagy Marvel-képregénygyűjtemény
A Nagy Marvel-képregénygyűjtemény egy kéthetente megjelenő képregénykönyv-sorozat az Hachette Partworks gondozásában. A kötetek keményborítóval jelennek meg és a Marvel kiadó szuperhőseinek történeteit tartalmazzák. A terjedelem kötetenként változó, általában 160 és 240 oldal közé esik.
Az első kötet 2018. január 4-én jelent meg, 990Ft-os bevezető áron. A második kötet 1990Ft, a további kötetek 2890Ft-ba kerülnek. A 25. kötettől 3090Ft-ra emelkedett az újságárusi ár, ám ez az előfizetőket nem érintette. A sorozatot 120 részesre tervezik.

## Kötetek listája
| Kötetszám | Cím                                                                 | Eredeti megjelenés | Megjelenés dátuma |
| --------- | ------------------------------------------------------------------- | --- | ----------------- |
| 1         | A Hihetetlen Pókember: Hazatérés                                    | The Amazing Spider-Man v2 #30-35 | 2018.01.04        |
| 2         | A lenyűgöző X-Men: Adottság                                         | Astonishing X-Men v3 #1-6 | 2018.01.18        |
| 3         | A Bosszú Angyalai: Káosz                                            | Avengers #500-503 & Avengers Finale | 2018.02.01        |
| 4         | Amerika Kapitány: Kizökkent Idő                                     | Captain America v5 #1-7 | 2018.02.15        |
| 5         | A Hihetetlen Pókember: Venom Születése                              | The Amazing Spider-Man #252, 256-259, #299-300, Web Of Spider-Man #1 | 2018.03.01        |
| 6         | Thor: Újjászületés                                                  | Thor v3 #1-6 | 2018.03.15        |
| 7         | Amerika Kapitány: A Tél Katonája                                    | Captain America v5 #8-9, #11-14 | 2018.03.29        |
| 8         | Hulk: Néma Sikolyok                                                 | The Incredible Hulk #370-377 | 2018.04.12        |
| 9         | Rozsomák (Adósság és Becsület)                                      | Wolverine #1-4 | 2018.04.26        |
| 10        | A Bosszú Angyalai: Holtpont                                         | Avengers v3 #61–63, #76, The Mighty Thor v2 #58, The Invincible Iron Man v3 #64 | 2018.05.10        |
| 11        | Amerika Kapitány: Új szövetség                                      | Captain America v4 #1-6 | 2018.05.24        |
| 12        | A Különítmény: Több, mint ember                                     | The Ultimates #1-6 | 2018.06.07        |
| 13        | A lenyűgöző X-Men: Harci helyzet                                    | Astonishing X-Men v3 #7-12 | 2018.06.21        |
| 14        | Titkos Háború                                                       | Secret War #1-5 | 2018.07.05        |
| 15        | Vasember: Az öt rémálom                                             | The Invincible Iron Man v5 #1-7 | 2018.07.19        |
| 16        | Fenegyerek: Újjászületés                                            | Daredevil #227-233 | 2018.08.02        |
| 17        | Amazon: Egyedülálló zöld nő                                         | She-Hulk 1-6. | 2018.08.16        |
| 18        | Marvel Zombik                                                       | Marvel Zombies | 2018.08.30        |
| 19        | Hulk Világa 1.                                                      | Incredible Hulk v2 #92-99 | 2018.09.13        |
| 20        | Hulk Világa 2.                                                      | Incredible Hulk v2 #100-105 and Amazing Fantasy v2 #15 | 2018.09.27        |
| 21        | Deadpool: Wade Wilson háborúja                                      | Deadpool: Wade Wilson’s War #1-4 and X-Men Origins: Deadpool | 2018.10.11        |
| 22        | Újvilág: Pókember – Erő és felelősség                               | Ultimate Spider-Man #1-7 | 2018.10.25        |
| 23        | Thor: Istenek keresése                                              | The Mighty Thor v2 #1-7 | 2018.11.08        |
| 24        | Új X-Men: E, mint Eltörölni                                         | New X-Men #114-117 | 2018.11.22        |
| 25        | Marvel Szuperhősök Titkos Háborúja 1.                               | Marvel Super Heroes: Secret Wars #1-6 | 2018.12.06        |
| 26        | Marvel Szuperhősök Titkos Háborúja 2.                               | Marvel Super Heroes: Secret Wars #7-12 | 2018.12.20        |
| 27        | Vasember: Palackba zárt démon                                       | The Invincible Iron Man #120-128 | 2019.01.03        |
| 28        | Amerika Kapitány: A Kiválasztott                                    | Captain America: The Chosen 1-6 | 2019.01.17        |
| 29        | Az Új Bosszú Angyalai: Kitörés                                      | New Avengers #1-6 | 2019.01.31        |
| 30        | Vasember: Extremis                                                  | The Invincible Iron Man v4 #1-6 | 2019.02.14        |
| 31        | Csodák Kora                                                         | Marvels #0-4 | 2019.02.28        |
| 32        | Pókember: Kék                                                       | Spider-Man: Blue #1-6 | 2019.03.14        |
| 33        | Új X-Men: Birodalom                                                 | New X-Men #118-126 | 2019.03.28        |
| 34        | Mutánsvilág                                                         | House of M #1-8 | 2019.04.11        |
| 35        | Magnus fia                                                          | Son of M #1-6 | 2019.04.25        |
| 36        | Rozsomák: Eredet                                                    | Wolverine: Origin | 2019.05.09        |
| 37        | Fantasztikus Négyes: Felfoghatatlan                                 | Fantastic Four (v3) #67-70. (v1) #500-502 | 2019.05.23        |
| 38        | Pókember: Kraven utolsó vadászata                                   | Web of Spider-Man #31-32, Amazing Spider-Man #293-294, Spectacular Spider-Man #131-132 | 2019.06.06        |
| 39        | Thor: Az utolsó viking                                              | The Mighty Thor #337-343 | 2019.06.20        |
| 40        | Polgárháború                                                        | Civil War #1-7 | 2019.07.04        |
| 41        | Amerika Kapitány halála                                             | Captain America v5 #25, Fallen Son: Wolverine, Captain America, Avengers, Spider-Man, Iron Man | 2019.07.18        |
| 42        | Fantasztikus Négyes: Engedély nélküli akció                         | Fantastic Four #503-511 | 2019.08.01.       |
| 43        | Megtorló: Üdv újra itthon, Frank! 1. rész                           | The Punisher (Vol. 3) #1-6 | 2019.08.15.       |
| 44        | Megtorló: Üdv újra itthon, Frank! 2. rész                           | The Punisher (Vol. 3) #7-12 | 2019.08.29.       |
| 45        | A Különítmény: Honvédelem                                           | The Ultimates #7-12 | 2019.09.12.       |
| 46        | Rozsomák: X-fegyver                                                 | Marvel Comics Presents #72-84 | 2019.09.26.       |
| 47        | 1602                                                                | 1602 #1-8 | 2019.10.10.       |
| 48        | Fenegyerek: Védördög                                                | Daredevil (Vol. 2) #1-8 | 2019.10.10.       |
| 49        | A hihetetlen Pókember: Vallomások és amíg ki nem hűlnek a csillagok | The Amazing Spider-Man (Vol. 2) #37-45 | 2019.11.07.       |
| 50        | Örökkévalók                                                         | Eternals (Vol. 3) #1-7 | 2019.11.21.       |
| 51        | Fekete Párduc: Ki a Fekete Párduc?                                  | Black Panther (Vol. 4) #1-6 | 2019.12.05.       |
| 52        | Hulk: Világháború                                                   | World War Hulk #1-5 | 2019.12.19.       |
| 53        | A Rejtélyes X-Men: A Főnix halála                                   | Uncanny X-Men #129-137 | 2020.01.02.       |
| 54        | A lenyűgöző Thor                                                    | Astonishing Thor #1-5 | 2020.01.16.       |
| 55        | Titkos invázió                                                      | Secret Invasion #1-8 | 2020.01.30.*      |
| 56        | Doktor Strange: Az eskü                                             | Doctor Strange: The Oath #1–5** | 2020.02.13.*      |
| 57        | Mennydörgők: Hiszünk a szörnyekben                                  | Thunderbolts #110–115 and Civil War: Choosing Sides** | 2020.02.27.*      |
| 58        | Szellemlovas: A kárhozat útja                                       | Ghost Rider (Vol. 5) #1–6** | 2020.03.12.*      |
| 59        | Ostrom                                                              | Siege #1-4, Siege: The Cabal** | 2020.03.26.*      |
| 60        | A Bosszú Angyalai: Triumvirátus                                     | Avengers Prime #1-5** | 2020.04.09.*      |
| 61        | Rozsomák: Vén Logan                                                 | Wolverine #66-72, Wolverine: Giant-Size Old Man Logan #1 | 2020.04.23        |
| 62        | Fantasztikus Négyes: A Vég                                          | Fantastic Four: The End #1-6 | 2020.05.07.       |
| 63        | Marvel Lovagok - Pókember: Túlhajszolva                             | Marvel Knights: Spider-Man (Vol.1) #1-4 | 2020.05.21.       |
| 64        | Marvel Lovagok - Pókember: Venom                                    | Marvel Knights: Spider-Man (Vol.1) #5-8 | 2020.06.04.       |
| 65        | A Rejtélyes X-Men: Új Nemzedék                                      | Giant-Size X-Men #1, X-Men #94-103. | 2020.06.18.       |
| 66        | Venom                                                               | Venom #1-5 | 2020.07.02.       |
| 67        | Angyalok Mindörökké I.                                              | Avengers Forever #1-6 | 2020.07.16.       |
| 68        | Angyalok Mindörökké II.                                             | Avengers Forever #7-12 | 2020.07.30.       |
| 69        | X-Men: A Mutánsok Alkonya                                           | X-Men 50-59 | 2020.08.13.       |
| 70        | Marvel Kezdetek: A 60-as évek                                       | Fantastic Four #1., Amazing Fantasy #15., Incredible Hulk #1., Daredevil #1., Tales of Suspense #39., Uncanny X-Men #1., Avengers #1; 4., Tales to Astonish #27; 44.                                     | 2020.08.27.       |
| 71        | Árnyékzóna                                                          | Shadowland #1-5. | 2020.09.10.       |
| 72        | A Bosszú Angyalai: Ultron születése                                 | Avengers (vol 1) #54-60; Avengers Annual #2. | 2020.09.24.       |
| 73        | Amerika Kapitány és Sólyom: Titkos Birodalom                        | Captain America and the Falcon #169-176. | 2020.10.08.       |
| 74        | Doktor Strange: Névtelen földön, időtlen időben                     | Strange Tales #130–146 | 2020.11.05.       |
| 75        | Fantasztikus Négyes: Galactus eljövetele                            | Fantastic Four (1. széria) 44-51., Fantastic Four Annual (1. széria) 3. | 2020.11.19.       |
| 76        | A legyőzhetetlen Vasember: Dráma és diadal                          | Tales of Suspense 91-99., Iron Man and Sub-Mariner 1., Invincible Iron Man 1-4. | 2020.12.03.       |
| 77        | X-Men: Törésvonal                                                   | X-Men: Schism 1-5., Generation Hope 10-11., X-Men: Regenesis 1. | 2020.10.22.       |
| 78        | Marvel Kapitány Élete és Halála 1.                                  | Iron Man 55., Captain Marvel 25-30., Marvel Feature 12. | 2020.12.17.       |
| 79        | Marvel Kapitány Élete és Halála 2.                                  | Captain Marvel 31-34., Avengers 125., Marvel Graphic Novel 1. | 2020.12.31.       |
| 80        | A Hihetetlen Hulk: Az Elszabadult Szörny                            | Tales to Astonish 101., The Incredible Hulk 102-108., The Incredible Hulk Annual 1. | 2021.01.14.       |
| 81        | A Bosszú Titkos Angyalai: Mars Mentőakció                           | Secret Avengers 1-5. | 2021.01.28.       |
| 82        | Nick Fury, a S.H.I.E.L.D. ügynöke, 1. rész                          | Strange Tales 150-162. | 2021.02.11.       |
| 83        | Nick Fury, a S.H.I.E.L.D. ügynöke, 2. rész                          | Strange Tales 163-168., Nick Fury, Agent of S.H.I.E.L.D. 1-5. | 2021.02.25.       |
| 84        | Újvilág: Pókember – Pókember halála                                 | Ultimate Spider-Man 153-160. | 2021.03.11.       |
| 85        | Thor: Asgardi mesék                                                 | Thor: Tales of Asgard 1-6. | 2021.03.25        |
| 86        | A Bosszú Angyalai: Gyermekek keresztes hadjárata                    | Uncanny X-Men 526., Avengers: The Children’s Crusade 1-9. és Avengers: The Children’s Crusade – Young Avengers 1.                                                                                        | 2021.04.08.       |
| 87        | Fenegyerek: Halálra jelölve                                         | Daredevil 158-161. és 163-167. | 2021.04.22.       |
| 88        | A csodálatos Pókember – Pókember nincs többé!                       | The Amazing Spider-Man 44-50. | 2021.05.06.       |
| 89        | A Félelem maga 1. rész                                              | Fear Itself Prologue: Book Of The Skull, Fear Itself 1-3. és Fear Itself: The Worthy | 2021.05.20.       |
| 90        | A Félelem maga 2. rész                                              | Fear Itself 4–7. és Fear Itself 7.1: Captain America |                   |
| 91        | A hatalmas Thor: Ragnarök                                           | The Mighty Thor 153-159. |                   |
| 92        | A Bosszú Angyalai: A Korvac Saga                                    | Thor Annual 6., The Avengers 167-168. és 170-177. |                   |
| 93        | A Thanos parancs                                                    | Guardians of the Galaxy 25., The Thanos Imperative: Ignition 1. és The Thanos Imperative 1-6. |                   |
| 94        | Pókember: Marvel összjáték                                          | Marvel Team-Up 59-70. |                   |
| 95        | Hulk: Az atom szíve                                                 | The Incredible Hulk 140., 148., 156., 202-203., 205-207. és 246-248 |                   |
| 96        | Hulk: Felperzselt Föld                                              | Hulk (2. széria) 25-30. |                   |
| 97        | Fantasztikus Négyes: Végítélet                                      | Fantastic Four (1. széria) 52-60. |                   |
| 98        | A csodálatos Pókember: A Stacy-tragédiák                            | The Amazing Spider-Man 88-92. és 121-122. |                   |
| 99        | Fenegyerek: A harag hangja                                          | Daredevil (3. széria) 1-6. |                   |
| 100       | Vasököl: Colleen Wing nyomában                                      | Marvel Premiere 25. és Iron Fist 1-7. |                   |
| 101       | X-Men: Szauron árnyékában                                           | X-Men 60-66. és Amazing Adventures 11. |                   |
| 102       | A harc nyomai                                                       | Battle Scars 1-6. |                   |
| 103       | Ezüst Utazó: Eredet                                                 | Silver Surfer 1-5. |                   |
| 104       | Oltalmazók: Az Oltalmazók napja                                     | Marvel Feature 1-3. és The Defenders 1-5. |                   |
| 105       | A legyőzhetetlen Vasember: A vég kezdete                            | The Invincible Iron Man 14–23. |                   |
| 106       | A Bosszú Angyalai: A Kree-Skrull Háború                             | The Avengers 89-97. |                   |
| 107       | A csodálatos Pókember: Póksziget 1. rész                            | The Amazing Spider-Man 666-669., Venom 6. és Spider-Island: Deadly Foes |                   |
| 108       | A csodálatos Pókember: Póksziget 2. rész                            | The Amazing Spider-Man 670-673. és Venom 7-8. |                   |
| 109       | A Nememberek                                                        | Thor 146-152. és Amazing Adventures 1-10. |                   |
| 110       | Marvel kezdetek: A 70-es évek                                       | Hero for Hire 1., Marvel Premiere 1. és 15-16., Incredible Hulk 181., Captain Britain Weekly 1-2., Marvel Spotlight 5. és 32., Nova 1. és She-Hulk 1.                                                    |                   |
| 111       | Amerika Kapitány és Sólyom: Agybomba                                | Captain America and the Falcon 193-200. |                   |
| 112       | A Bosszú Angyalai: Az Oltalmazók ellen                              | The Avengers 115-118, The Defenders 8-11. |                   |
| 113       | Deathlok: Eredet                                                    | Astonishing Tales 25-36, Marvel Spotlight 33. |                   |
| 114       | Újvilági Pókember: Ismered Miles Moralest?                          | Ultimate Fallout 4, Ultimate Comics: Spider-Man 1-5. |                   |
| 115       | Marvel Horror                                                       | Ghost Rider 1-2, Marvel Spotlight 12, The Amazing Spider-Man 101, Savage Tales 1, Marvel Spotlight 2, The Tomb of Dracula 1, The Monster of Frankenstein 1, Supernatural Thrillers 5, Strange Tales 169. |                   |
| 116       | Fekete Párduc: Párduc Dühe                                          | Jungle Action 6-18. |                   |
| 117       | Mi lett volna, ha?                                                  | What If? 1, 3, 18, 20, 23-24. |                   |
| 118       | Az Angyalok az X-Men ellen 1.                                       | Avengers vs. X-Men 0-4, AVX: VS 1-2. |                   |
| 119       | Az Angyalok az X-Men ellen 2.                                       | Avengers vs. X-Men 5-8, AVX: VS 3-4. |                   |
| 120       | Az Angyalok az X-Men ellen 3.                                       | Avengers vs. X-Men 9-12, AVX: VS 5-6. |                   |

- tervezett megjelenések[1] **lehetséges cím[2][3]

## Lásd még
- DC Comics Nagy Képregénygyűjtemény - Az Eaglemoss kiadó DC Comics-történeteket közlő sorozata
- DC Comics – A legendás Batman - DC Comics – Az Eaglemoss kiadó Batman-történeteket közlő sorozata